# Samodiwa (demon)
Samodiwa, samowiła, wiła – demon folkloru bułgarskiego, podobny do wił i jud, pokrewny rusałkom.
Były to dusze pięknych kobiet, zamieszkujące trudno dostępne pieczary przy źródłach wodnych, pustkowia czy opuszczone wiatraki, których skrzydła obracały się na opak. Swoje siedziby opuszczały wczesną wiosną, stroniąc od ludzi, wracały zaś jesienią. Ukrywały się w cieniu starych drzew i niezamieszkanych domostwach, które opuszczały w nocy.
Po zmierzchu zbierały się razem w pobliżu wody – jezior, stawów, źródeł – rozbierały się do naga, prały swoje białe szaty, suszyły w blasku księżyca, zazdrośnie ich strzegły, aby nie zostały ukradzione, bowiem w nich tkwiła cała ich moc. Następnie kąpały się, później na polanie obok śpiewały i tańczyły horę. Kochały muzykę, zwłaszcza brzmienie fletu. Porywały przy tym miejscowych górali, którzy znajdowali się w pobliżu. Zabawa trwała do wschodu Słońca.
Samodiwy pojawiały się także jako pracujące kobiety przy zbiorach, wspierały młode małżeństwa z dziećmi. W większości przypadków były jednak nieprzyjazne dla ludzi – wstrzymywały źródła, stawiały przynęty na pasterzy, których zabijały, ponieważ niszczyli oni ich polany, porywały ładne dziewczyny i narzeczonych lub przysparzały im problemów z zawiści i złośliwości.
Mogły swoje twarze zmieniać w zwierzęce, najczęściej wilka. Czciły chrześcijańskie święta, zwłaszcza Wielkanoc – zabijały ludzi, którzy nie przestrzegali tego święta.
Często jeździły na jeleniach, posługując się wężami jako batem. Jeśli ktoś upolował jelenia, one natychmiast zabijały myśliwego, ewentualnie zsyłały na niego śmiertelną chorobę. Ludzie nazywali tę chorobę samodiwską; jeśli chory pojawi się w miejscu swawol samodiw, natychmiast ginie.
Samodiwy bratały się z junakami, którzy byli dla nich dobrzy. Tworzyły z nimi sojusze, a nawet rodziły dzieci. Królewicz Marko był urodzony przez samodiwę.
Jeśli jakiś mężczyzna ukradł samodiwie welon (bułg. sjanka), ta przemieniała się w zwykłą kobietę i stawała się mu posłuszna. Taka kobieta nie zostawała dobrą matką i gospodynią, ponieważ korzystała z każdej chwili, aby sobie zwrócić utraconą swobodę samodiwy, omijając wykonywanie obowiązków. Działały na własną rękę, były kapryśne, występne i obsesyjne wobec ukochanego nie opuszczając go ani na chwilę, interesowały się tylko nim, często przez to doprowadzały go do śmierci.

## Samodiwa w kulturze
W wierzeniach ludowych przed samodiwą chroniły: czosnek, kość martwej kobiety, skóra węża, popiół, olibanum, przeżegnanie się oraz dym ognia lub papierosa.
O samodiwach powstało wiele bułgarskich pieśni. Samodiwy są bohaterkami poematu Chadżi Dimityr Christo Botewa.
W serii J.K. Rowling o Harrym Potterze samodiwa (ang. Veela) jest oszałamiająco piękną i urzekającą kobietą, która w magiczny sposób wprowadza swoim śpiewem i tańcem ludzi w trans. Postacie te mogły przekształcać się w ohydne stworzenia podobne do ptaków, mogące w gniewie rzucać kule ognia. Pojawiły się w czwartej części serii o Harrym Potterze – Harry Potter i Czara Ognia, w której towarzyszyły bułgarskiej drużynie quidditcha w Pucharze Świata w Quidditchu.